# Obstetricia y ginecología

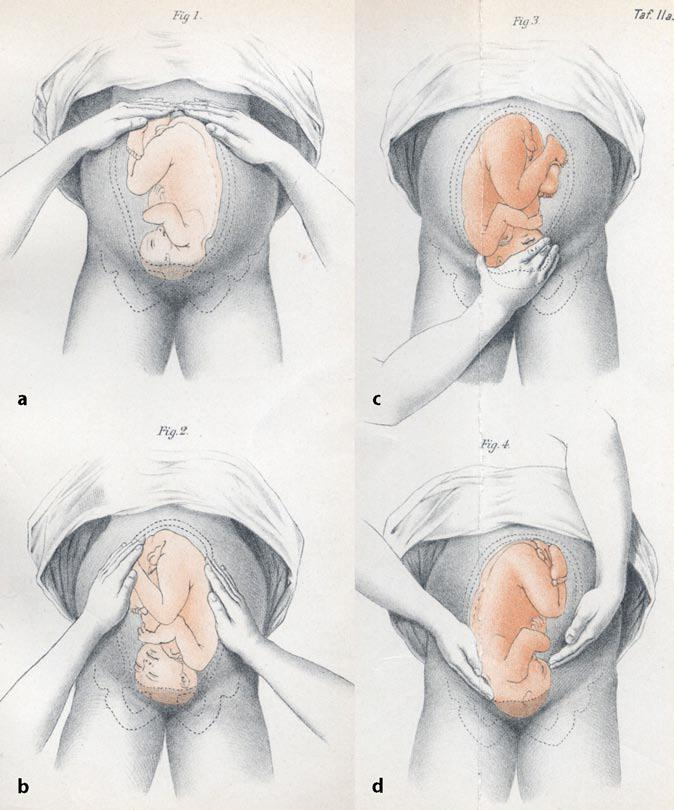
Maniobras de Leopold

El término obstetricia y ginecología (en algunos países, ginecoobstetricia, tocoginecología o ginecología y obstetricia) hace alusión a la especialidad médica dedicada a los campos de la obstetricia y la ginecología a través de un único programa de formación académica. Esta formación combinada convierte a quienes la practican en expertos en el cuidado de la salud de los órganos reproductores femeninos y en el manejo de complicaciones obstétricas, incluso a través de intervenciones quirúrgicas.[cita requerida]

## Formación especializada
La formación de los médicos en este campo es a menudo muy difícil: en Australia, por ejemplo, el período de formación de residencia es una de las más largas, la cual es de seis años. Este periodo solo es comparable con la neurocirugía y cirugía maxilofacial. En los Estados Unidos, sin embargo, los especialistas en Obstetricia y Ginecología requieren cuatro años de educación en una universidad acreditada, seguido de cuatro años de la escuela de medicina y cuatro años de residencia. En la India, la formación de postgrado en obstetricia y ginecología adquieren la especialidad luego de dos años de estudio (DGO) o de tres años (MD o MS). Algunos cirujanos en Obstetricia y Ginecología son elegidos para hacer el entrenamiento en la subespecialidad más conocida gracias a programas de becas después de terminar su entrenamiento de residencia, aunque la mayoría decide introducir la práctica privada o académica en general como Obstetricia y Ginecología. Estas Becas de formación puede variar de uno a cuatro años de duración, y suelen tener un componente de investigación involucrados en la formación clínica y operativa.  
En El Salvador, la formación de Ginecólogo y Obstetra tiene una duración de 3 años. Hasta el 2010 estuvo a cargo del Ministerio de Salud y El Instituto Salvadoreño del Seguro Social. Entregando diploma de Especialista al finalizar el periodo de formación. Actualmente las Universidades tienen a su cargo la Formación y con una duración igual, graduan con Título de Especialista.
En las zonas rurales de los Estados Unidos, particularmente en las zonas al oeste del río Misisipi, no es raro que los médicos generales ofrezcan servicios de obstetricia a sus pacientes. Sin embargo, estos suelen ser generalistas no entrenados en los aspectos quirúrgicos de la obstetricia, ni han recibido capacitación en ginecología y, como tal, no debe confundirse como entrenados y certificados en esta especialidad. Todos los obstetras ginecólogos, por lo tanto, son entrenados en ginecología, aunque no necesariamente funcione a la inversa. Sin embargo, algunos obstetras y ginecólogos pueden optar por abandonar la práctica obstétrica y centrarse exclusivamente en ginecología, especialmente a medida que envejecen. Esta decisión se basa a menudo en la doble carga de horas y dependiendo del país, las altas tasas de litigios.[cita requerida]

## Subespecialidades
Ejemplos de formación de la subespecialidad a disposición de los médicos en los Estados Unidos son:  
- Medicina materno-fetal: una subespecialidad de obstetricia, a veces se denomina perinatología, que se centra en el manejo médico y quirúrgico de los embarazos de alto riesgo y la cirugía en el feto, con el objetivo de reducir la morbilidad y la mortalidad.

- Endocrinología reproductiva e infertilidad: subespecialidad que se centra en las causas biológicas y tratamiento de intervención de la infertilidad.

- Oncología ginecológica: subespecialidad ginecológica centrada en el tratamiento médico y quirúrgico de las mujeres con cánceres de los órganos reproductivos.

- Uroginecología y cirugía reconstructiva de la pelvis: sub-especialidad de ginecología se centra en el diagnóstico y el tratamiento quirúrgico de las mujeres con incontinencia urinaria y el prolapso de órganos pélvicos.

- Cirugía laparoscópica avanzada

- Planificación familiar: especialista que se encarga de la formación y enseñanza acerca de los anticonceptivos y la interrupción del embarazo.

- Ginecología pediátrica y del adolescente

- Menopausia y ginecología geriátrica

De éstas, solo las cuatro primeras son realmente subespecialidades reconocidas por el Consejo de Acreditación de la Graduate Medical Education (ACGME) y el Consejo Norteamericano de Obstetricia y Ginecología (ABOG) Las otras subespecialidades son reconocidas como las concentraciones informales de la práctica. Para ser reconocido como por el consejo especialista, un médico debe haber completado una beca ACGME y haber obtenido un certificado con las calificaciones (CAQ), lo cual exige un examen estandarizado adicional.
Además, los médicos de otras especialidades pueden ser capacitados en Apoyo Vital Avanzado en Obstetricia (también), una certificación corta que los capacita para manejar mejor como obstetras emergentes o en situaciones de ginecología y obstetricia.

## Procedimientos comunes
Los ginecólogos y obstetras pueden realizar muchos procedimientos. Algunos procedimientos pueden incluir:
- Colposcopia: Si los resultados de una prueba de detección del cáncer de cuello uterino, como la citología vaginal o la prueba del VPH, son anormales, puede ser necesario realizar un examen más exhaustivo del cuello uterino y los tejidos vaginales.
- Procedimiento de extirpación electroquirúrgico de lazo: procedimiento para eliminar rápidamente el tejido vaginal anormal dentro del cuello uterino. Durante el proceso se administra anestesia local y una solución para mejorar visualmente los puntos de extirpación. Existe la posibilidad de experimentar secreciones acuosas y rosáceas, secreciones parduscas y calambres leves.
- Biopsia endometrial: procedimiento que recoge una muestra de tejido del revestimiento endometrial del útero. La muestra se analiza y se examina al microscopio para detectar células anormales o indicadores de cáncer.
- Inserción de un Dispositivo intrauterino: dispositivo intrauterino en forma de T que se coloca en el útero a través del cuello uterino. Es un anticonceptivo reversible que puede realizarse en la consulta del médico.
- implante anticonceptivo de etonogestrel: es un implante de unos 4 cm que se coloca en la parte superior del antebrazo. Este implante libera hormonas anticonceptivas  en el cuerpo y puede durar hasta tres años. Este tipo de anticonceptivo tiene una tasa de éxito del 99% en la prevención de embarazos.
- Dilatación y curetaje: procedimiento ambulatorio para abrir (dilatar) el cuello uterino y recoger muestras de tejido endometrial con una cureta. También puede realizarse para extraer un feto que no ha salido de forma natural tras un aborto espontáneo o para provocar un aborto.
- Ligadura de trompas: intervención quirúrgica para cerrar las trompas de Falopio y evitar el embarazo.
- Cistectomía de quiste ovárico: extirpación de un quiste de aspecto sólido, de más de cinco centímetros de diámetro, con posibilidad de convertirse en canceroso o que provoca un dolor constante. Los quistes pueden extirparse sin extirpar un ovario. Las mujeres que no toman anticonceptivos producen pequeños quistes cada dos meses, pero pueden desaparecer por sí solos.

## Historia

### Historia antigua

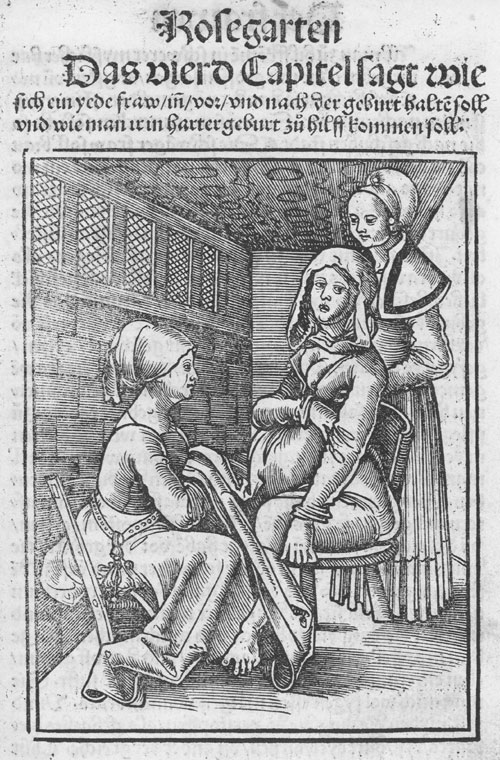
Una mujer dando a luz en una silla de parto, de una obra del médico alemán Eucharius Rößlin.

En el antiguo Egipto, la partería era una ocupación femenina reconocida, como atestigua el Papiro de Ebers, que data de 1900 a 1550 a. C.. Cinco columnas de este papiro tratan sobre obstetricia y ginecología, especialmente en lo referente a la aceleración del parto (acción o proceso de dar a luz a la prole) y el pronóstico del nacimiento del recién nacido. El Papiro de Westcar, datado en 1700 a. C., incluye instrucciones para calcular la fecha prevista del parto y describe diferentes estilos de sillas de parto. Los bajorrelieves de las salas de parto reales de Luxor y otros templos también atestiguan la gran presencia de la partería en esta cultura.
La gestión del parto en la antigüedad grecorromana abarcaba un amplio abanico de mujeres, entre las que se incluían ancianas que continuaban las tradiciones médicas populares en las aldeas del Imperio Romano, parteras formadas que obtenían sus conocimientos de diversas fuentes y mujeres altamente capacitadas que eran consideradas médicas.  Sin embargo, existían ciertas características deseables en una «buena» comadrona, como describió el médico Sorano de Éfeso en el siglo II. En su obra, Ginecología, afirma que «una persona adecuada será instruida, espabilada, poseedora de buena memoria, amante del trabajo, respetable y, en general, no excesivamente impedida en cuanto a sus sentidos [es decir, vista, olfato, oído], sana de miembros, robusta y, según algunas personas, dotada de dedos largos y delgados y uñas cortas en las puntas de los dedos». Soranus también recomienda que la comadrona sea de disposición comprensiva (aunque no es necesario que ella misma haya tenido un hijo) y que mantenga las manos suaves para la comodidad tanto de la madre como del niño. Pliny, otro médico de esta época, valoraba la nobleza y una disposición tranquila y discreta en una comadrona. Parece que había tres «grados» de comadronas: La primera era técnicamente competente; la segunda podría haber leído algunos de los textos sobre obstetricia y ginecología; pero la tercera estaba altamente capacitada y se la consideraba razonablemente una médica especialista con especialización en obstetricia.
Agnodice o Agnodike (Gr. Ἀγνοδίκη) fue la primera partera histórica, y probablemente apócrifa, comadrona mencionada entre los antiguos griegos.
Las comadronas eran conocidas por muchos títulos diferentes en la antigüedad, desde iatrinē (Gr. enfermera), maia (Gr., comadrona), obstetrix (Lat., obstetra), y medica (Lat., [médico]]). Parece que la obstetricia se trataba de forma diferente en el extremo oriental de la cuenca mediterránea que en el occidental. En Oriente, algunas mujeres pasaron de la profesión de comadrona (maia) a la de ginecóloga (iatros gynaikeios, traducido como médico de mujeres), para la que se requería una formación oficial. Además, en los círculos médicos y cultos de Oriente circulaban algunos tratados de ginecología escritos por mujeres con nombres griegos, aunque eran pocas. Basándose en estos hechos, parece que la obstetricia en Oriente era una profesión respetable en la que mujeres respetables podían ganarse la vida y la estima suficiente para publicar obras leídas y citadas por médicos varones. De hecho, varias disposiciones legales romanas sugieren claramente que las comadronas gozaban de un estatus y una remuneración comparables a los de los médicos varones. Un ejemplo de este tipo de comadrona es Salpe de Lemnos, que escribió sobre las enfermedades de las mujeres y fue mencionada varias veces en las obras de Plinio.

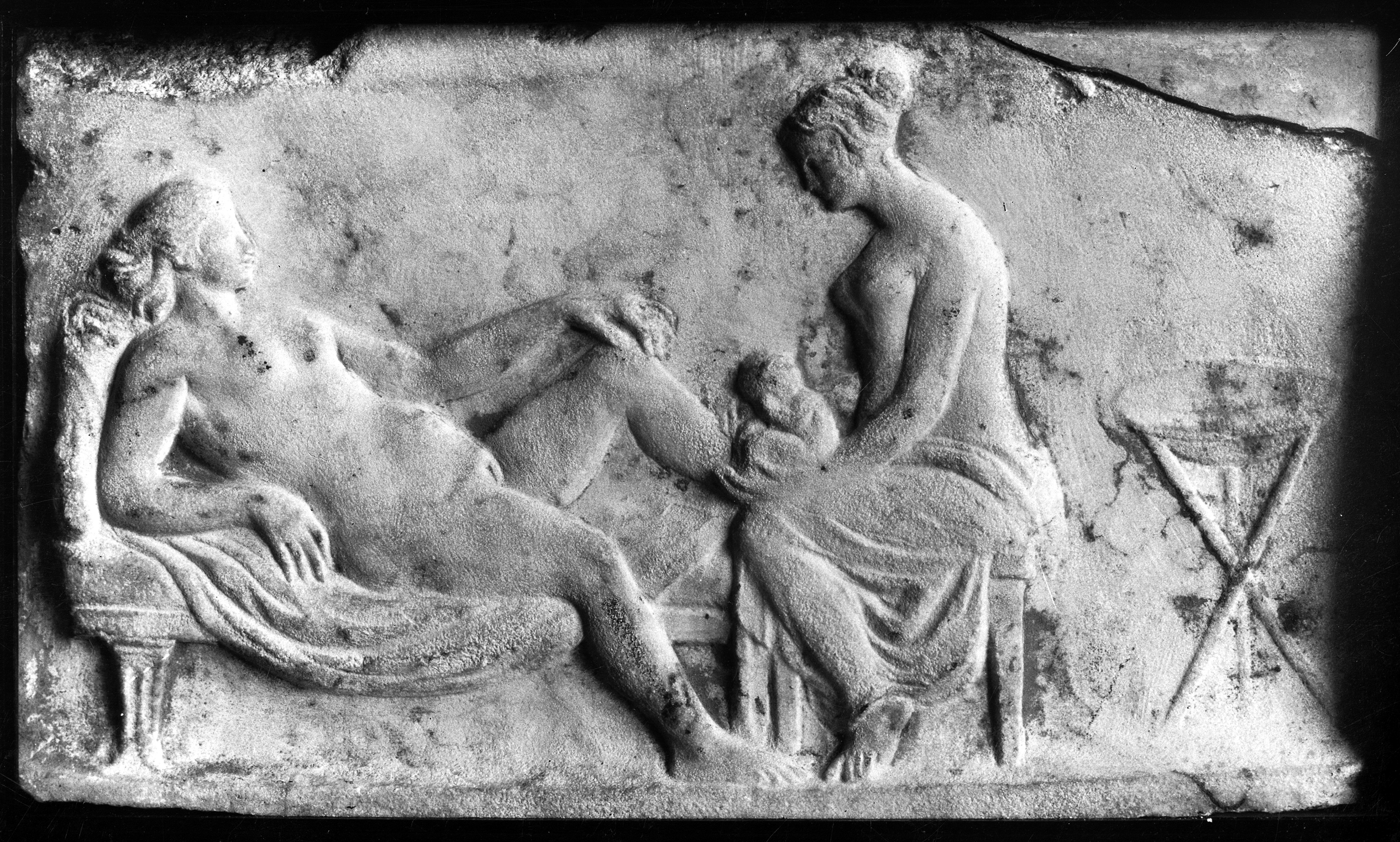
Antiguo relieve romano de una comadrona.

Sin embargo, en el Occidente romano, la información sobre las matronas en activo procede principalmente de epitafios funerarios. El examen de una pequeña muestra de estos epitafios permite plantear dos hipótesis. La primera es que la de comadrona no era una profesión a la que se vieran atraídas las mujeres nacidas libres de familias que habían disfrutado de la condición de libres durante varias generaciones; por tanto, parece que la mayoría de las comadronas eran de origen servil. En segundo lugar, dado que la mayoría de estos epitafios funerarios describen a las mujeres como liberadas, se puede proponer que las comadronas eran, por lo general, suficientemente valoradas y obtenían suficientes ingresos como para poder obtener su libertad. No se sabe por estos epitafios cómo se seleccionaba a determinadas esclavas para su formación como comadronas. Es posible que las esclavas fueran aprendices, y lo más probable es que las madres enseñaran a sus hijas.
Las funciones reales de la comadrona en la antigüedad consistían principalmente en ayudar en el proceso del parto, aunque también podían haber ayudado con otros problemas médicos relacionados con la mujer cuando era necesario. A menudo, la comadrona solicitaba la asistencia de un médico cuando se preveía un parto más difícil. En muchos casos, la comadrona llevaba consigo a dos o tres asistentes. En la antigüedad, tanto las comadronas como los médicos creían que un parto normal era más fácil cuando la mujer se sentaba erguida. Por ello, durante el parto, las comadronas llevaban un taburete a la casa donde iba a tener lugar el alumbramiento. En el asiento del taburete había un orificio en forma de media luna por el que salía el bebé. El taburete o la silla solían tener reposabrazos para que la madre pudiera agarrarse durante el parto. La mayoría de los taburetes o sillas de parto tenían respaldos contra los que la paciente podía apoyarse, pero Soranus sugiere que en algunos casos las sillas no tenían respaldo y una ayudante se colocaba detrás de la madre para sostenerla. La comadrona se sentaba frente a la madre, animándola y apoyándola durante el parto, quizá dándole instrucciones sobre cómo respirar y empujar, a veces masajeando la abertura vaginal y sosteniendo el perineo durante el alumbramiento. Los asistentes pueden haber ayudado empujando hacia abajo la parte superior del abdomen de la madre.
Finalmente, la comadrona recibía al bebé, lo colocaba en trozos de tela, cortaba el cordón umbilical y lo limpiaba. Se rociaba al niño con «sal fina y en polvo, o natrón o afronitre» para absorber los residuos del parto, se enjuagaba, y luego se volvía a espolvorear y enjuagar. A continuación, las comadronas limpiaban todos los mocos de la nariz, la boca, los oídos o el ano. Soranus animaba a las comadronas a poner aceite de oliva en los ojos del bebé para limpiar los restos del parto y a colocar un trozo de lana empapado en aceite de oliva sobre el cordón umbilical. Tras el parto, la comadrona decidía si el bebé estaba sano y en condiciones de ser criado. Inspeccionaba al recién nacido en busca de deformidades congénitas y probaba su llanto para saber si era robusto y cordial. En última instancia, las comadronas determinaban las posibilidades de supervivencia del bebé y probablemente recomendaban que un recién nacido con alguna deformidad grave fuera expuesto.

### SigloXVIII
El siglo XVIII marcó el comienzo de muchos avances en la partería europea, basados en un mejor conocimiento de la fisiología del embarazo y el parto. A finales de siglo, los profesionales médicos empezaron a comprender la anatomía del útero y los cambios fisiológicos que se producen durante el parto.  La introducción del fórceps en el parto también tuvo lugar en esta época. Todos estos avances médicos en obstetricia sirvieron de palanca para la introducción del hombre en un terreno hasta entonces gestionado y dirigido por mujeres: la partería.
La adición del hombre-partero es históricamente un cambio significativo en la profesión de obstetricia. En el siglo XVIII los médicos empezaron a formarse en el área del parto y creyeron que con sus avanzados conocimientos en anatomía se podía mejorar el parto.  En Francia a estos hombres-partera se les denominaba accoucheurs, título que más tarde se usó en toda Europa. La fundación de lying-in hospitales también contribuyó a la medicalización y el dominio masculino de la obstetricia.Estos primeros hospitales de maternidad eran establecimientos donde las mujeres acudían a dar a luz a sus bebés, en contraposición a la práctica desde tiempos inmemoriales de que la comadrona acudiera al domicilio de la parturienta.  Esta institución proporcionaba a los parteros varones un sinfín de pacientes con los que practicar sus técnicas y era una forma de que estos hombres demostraran sus conocimientos. 
Muchas comadronas de la época se opusieron amargamente a la participación de los hombres en los partos. Algunos practicantes masculinos también se oponían a la participación de hombres médicos como ellas en la partería e incluso llegaron a decir que los parteros sólo se dedicaban a la partería por perversa satisfacción erótica. Los «accoucheurs» argumentaban que su implicación en la partería era para mejorar el proceso del parto. Estos hombres también creían que la obstetricia seguiría adelante y continuaría fortaleciéndose.